# すっとばす
『すっとばす』は、1994年11月16日に発売されたウルフルズ5枚目のシングル。
ミュージック・ビデオでは町田市鶴川のセントラル商店街を行進した。

## 収録曲
1. すっとばす　2分58秒
  - 作詞：トータス松本　
  - 作曲：トータス松本、サンコンJr.
  - 編曲：ウルフルズ、伊藤銀次
2. きみだけを　　
  - 作詞・作曲：トータス松本
  - 編曲：伊藤銀次

## タイアップ
- すっとばす：フジテレビ系『さんまのまんま』オープニング曲
- きみだけを:ビデオ映画「かわいいひと」挿入歌